# Adam Simac
Adam Simac (Ottawa, 9 de agosto de 1983) é um voleibolista profissional canadense, jogador posição central, representante Canadá. 

## Títulos
Clubes
MEVZA:
- 2011
- 2012

Copa da Eslovênia:
- 2011, 2012

Campeonato da Eslovênia:
- 2011, 2012

Campeonato Turco:
- 2013

Campeonato Suíço:
- 2014

Seleção principal
Copa Pan-Americana:
- 2009
- 2011

Campeonato NORCECA:
- 2015
- 2013
- 2011

Jogos Pan-Americanos:
- 2015

## Premiações individuais
- 2009: Melhor bloqueador da Copa Pan-Americana